# Rodrigo Obregón (Schauspieler)
Rodrigo Obregón Osorio (* 28. Oktober 1951 in Montélimar, Département Drôme, Frankreich; † 25. September 2019 in Barranquilla, Departamento del Atlántico) war ein kolumbianischer Schauspieler.

## Leben
Rodrigo Obregón wurde am 28. Oktober 1951 im französischen Montélimar als Sohn des Malers und Künstlers Alejandro Obregón und Sonia Osorio, einer Choreographin, geboren. Seit den 1980er Jahren trat er regelmäßig in Film- und Serienproduktionen in Erscheinung. Ab Mitte der 1980 trat er in vielen Filmen des Regisseurs Andy Sidaris auf, so etwa 1987 in Hard Ticket to Hawaii. Im selben Jahr spielte er in Djangos Rückkehr an der Seite von Franco Nero. An der Seite von Nero folgten unter anderen 1988 im Film Top Line – Das Geheimnis des Azteken-Berges oder 1994 in Die Rache des weißen Indianers. 1992 stellte er in 32 Episoden der Fernsehserie Escalona die Rolle des Anastasio Espuelas dar. 1988 verkörperte er in 166 Episoden in der Fernsehserie Carolina Barrantes die Rolle des Rodrigo Molina. Zuletzt wirkte er gegen Ende der 2010er überwiegend in Kurzfilmproduktionen mit.
Neben seinem Engagement als Schauspieler diente er auch als Leutnant in der Reserve der kolumbianischen Nationalarmee und leistete einen Großteil seines Lebens Unterstützung für die im Kampf verwundeten Soldaten sowie an die Familien der Gefallenen. Er war Verwalter des Gesetzes 913 aus dem Jahr 2004, das den 19. Juli zum Tag der Helden der Nation und ihrer Familien erklärte. Er gründete die Colombia Herida Foundation mit Sitz in Bogotá und leitete die National Ballet Foundation, ein Erbe seiner Mutter Sonia Osorio, mit Sitz im Viertel Chapinero, Bogotá.
Er verstarb am 25. September 2019 in Barranquilla im Alter von 67 Jahren an den Folgen einer Krebserkrankung.

## Filmografie (Auswahl)
- 1981: Fuga... die Schöne und der Gesetzlose (Fuga scabrosamente pericolosa)
- 1987: Hard Ticket to Hawaii
- 1987: Djangos Rückkehr (Django 2: il grande ritorno)
- 1988: Hawaii Connection (Picasso Trigger)
- 1988: Top Line – Das Geheimnis des Azteken-Berges (Top Line)
- 1989: Heiße Girls und scharfe Schüsse (Savage Beach)
- 1990: Das Camarena-Komplott (Drug Wars: The Camarena Story, Miniserie, 3 Episoden)
- 1990: Matlock (Fernsehserie, Episode 5x02)
- 1990: Heiße Girls – Lizenz zum Killen (Guns)
- 1990: Tides of War
- 1992: Hard Hunted – Heiße Girls eiskalt (Hard Hunted)
- 1992: Exiled in America
- 1992: Escalona (Fernsehserie, 32 Episoden)
- 1993: Die Strategie der Schnecke (La estrategia del caracol)
- 1993: Fit to Kill – Kurven, Krallen und Kanonen (Fit to Kill)
- 1993: Enemy Gold: Amazonen rechnen ab (Enemy Gold)
- 1994: Protect and Kill
- 1994: Molly & Gina
- 1994: Die Rache des weißen Indianers (Jonathan degli orsi)
- 1994: Deadworks – Heiß und tödlich (The Dallas Connection)
- 1994: Rebel Highway (Fernsehserie, Episode 1x09)
- 1994: Cool and the Crazy (Cool and the Crazy, Fernsehfilm)
- 1995: Savate – Kampf ohne Gnade (Savate)
- 1996: Power Ladies – Auf Biegen und Brechen (Day of the Warrior)
- 1997: Kick of Death
- 1997: 17 and Under
- 1998: Return to Savage Beach (L.E.T.H.A.L. Ladies: Return to Savage Beach)
- 1998: Carolina Barrantes (Fernsehserie, 166 Episoden)
- 1998: ¡Ay cosita linda mamá! (Fernsehserie)
- 1999: Ghost Soldier
- 2002: Collateral Damage – Zeit der Vergeltung (Collateral Damage)
- 2005: El pasado no perdona (Fernsehserie)
- 2008: Sin Senos No Hay Paraíso (Fernsehserie, 3 Episoden)
- 2014: Your Hate Will Be My Legacy (Kurzfilm)
- 2015: Papa Hemingway in Cuba
- 2017: Cast Straight White (Kurzfilm)
- 2018: Todo Lo Que Hay: All There Is (Kurzfilm)
- 2018: My Country, Your Country (Kurzfilm)
- 2018: Born in Heaven (Kurzfilm)
- 2019: Contracorriente (Kurzfilm)
- 2019: Nest (Kurzfilm)